# East West Line
L′East West Line (literalment «línia est-oest») és una de les cinc línies del Metro de Singapur. Connecta les estacions de Pasir Ris i Tuas Link. A partir de l'estació de Tanah Merah, una branca explotada amb autobús llançadora arriba a Changi Airport.

## Cronologia
- 12 de desembre de 1987:[2] City Hall - Outram Park
- 12 de març de 1988: Outram Park - Clementi
- 5 de novembre de 1988: Clementi - Lakeside
- 4 de novembre de 1989: City Hall - Tanah Merah, inici de l'explotació separada de les línies Est-Oest i  Nord-Sud
- 16 de desembre de 1989: Merah Tanah - Pasir Ris MRT Station
- 10 de març de 1990: Jurong East - Choa Chu Kang aquest tram va estar operat amb la línia Est-Oest fins al 1996
- 6 de juny de 1990: Lakeside - Boon Lay
- 10 de febrer de 1996: integració de la secció Jurong East - Choa Chu Kang a la línia Nord-Sud
- 10 de gener de 2001: Tanah Merah - Expo
- 18 d'octubre de 2001: Inauguració de l'estació Dover en una secció ja en servei
- 8 de febrer de 2002: Expo - Changi Airport
- 28 de febrer de 2009: Boon Lay - Joo Koo
- 18 de juny de 2017: Joo Koon - Tuas Link

## Prolongacions en curs
La prolongació aèria cap a Tuas West és previst a partir de Joo Koon Station. Aquesta secció de 8 quilòmetres cap a l'oest comprèn 4 estacions i cotxera a prop del lloc fronterer de Tuas.
L'allargament a Tuas South ve després del precedent. Es tracta de construir fins a 2025 6 km aeris i 2 estacions en direcció sud.

## Llista d’estacions
La línia est-oest funciona com una línia clàssica des de Pasir Ris fins a Tuas Link. La sucursal de Tanah Merah a l’aeroport de Changi està operada per un autobús llançadora. La part principal consta de les estacions següents, començant pel terminal occidental:
| Numeració   | Estació            | Correspondència |
| EW1         | Pasir Ris          | |
| EW2 / DT32  | Tampines           | Línia central en construcció, obertura prevista per al 2017 |
| EW3         | Simei              | |
| EW4         | Tanah Merah        | Línia est-oest, ramal cap a moll de correspondència de l'aeroport de Changi: els trens cap a i des de l'aeroport de Changi s'aturen a la via central, les andanes a banda i banda donen a les vies de Pasir Ris i Joo Koon |
| EW5         | Bedok              | |
| EW6         | Kembangan          | |
| EW7         | Eunos              | |
| EW8 / CC9   | Paya Lebar         | Línia circular |
| EW9         | Aljunied           | |
| EW10        | Kallang            | |
| EW11        | Espígol            | |
| EW12 / DT14 | Bugis              | Línia central en construcció, obertura prevista per al 2013 |
| EW13 / NS25 | Ajuntament         | Línia nord-sud connexió plataforma a plataforma entre, d'una banda, trens a Marina Bay i Pasir Ris i, d'altra banda, trens a Jurong East i Joo Koon                                                                        |
| EW14 / NS26 | Lloc de rifes      | Línia nord-sud connexió plataforma a plataforma entre, d'una banda, trens a Marina Bay i Joo Koon i, d'altra banda, a Jurong East i Pasir Ris                                                                              |
| EW15        | Tanjong Pagar      | |
| EW16 / NE3  | Parc Outram        | Línia nord-est |
| EW17        | Tiong Bahru        | |
| EW18        | Redhill            | |
| EW19        | Queenstown         | |
| EW20        | Mancomunitat       | |
| EW21 / CC22 | Buona vista        | Línia circular |
| EW22        | Dover              | |
| EW23        | Clementi           | |
| EW24 / NS1  | Jurong Est         | Línia nord-sud |
| EW25        | Jardí xinès        | |
| EW26        | A la vora del llac | |
| EW27        | Boon Lay           | |
| EW28        | Pioner             | |
| EW29        | Joo Koon           | |
| EW30        | Tu tens            | |
| EW31        | Creixent Tuas      | |
| EW32        | Tuas West          | |
| EW33        | Enllaç Tuas        | |

La posa comprèn les parades següents, allunyant-se del tram principal:
| Numeració  | Estació            | Correspondència |
| EW4        | Tanah Merah        | Línia est-oest, part principal, connexió moll a moll: els trens cap a i des de l’aeroport paren a la via central, les andanes a banda i banda donen a les vies de Pasir Ris i Joo Koon |
| CG1 / DT35 | Expo               | Línia central en construcció, obertura prevista per al 2017 |
| CG2        | Aeroport de Changi | |